# Lamhadi
Lamhadi  (in arabo لمهادي‎?) è un centro abitato e comune rurale del Marocco situato nella provincia di Taroudant, regione di Souss-Massa. Conta una popolazione di 11 135 abitanti (censimento 2014).